# Eudora (Kansas)
Eudora è un comune degli Stati Uniti d'America, situato nello Stato del Kansas, nella contea di Douglas. Il suo territorio è bagnato dai fiumi Kansas e Wakarusa.